# Sanskrit
Sanskrit (संस्कृतम्, saṃskṛtam, oprindeligt संस्कृता वाक् saṃskṛtā, dansk: ~ korrekt sprog) er Indiens klassiske kultursprog og liturgisk sprog for hinduer, mange buddhister og sikher. Hinduismens klassiske helligskrifter (Vedaerne, Upanishaderne, Bhagavadgita, m.fl.) er skrevet på sanskrit. Det er et af de 22 officielle sprog i Indien.
Sanskrit har i Indien og Sydøstasien samme rolle, som latin havde i Vesteuropa op til det 20. århundrede. I begge tilfælde kan man for så vidt tale om "døde sprog", i og med at ingen naturligt taler pågældende sprog som deres modersmål — i stedet er der tale om sprog, som en gruppe af befolkningen lærer sig senere i livet. Det må dog understreges, at sanskrit – modsat latin – er i levende brug den dag i dag, og der findes visse brahminer, der hævder at have sanskrit som deres modersmål. Det skønnes desuden, at ca. to millioner mennesker taler det som andetsprog, og der skrives stadig litteratur på sanskrit. Ved universitetet i Pune foregår al undervisning på sanskrit, og statslige fjernsynskanaler sender nyheder på sanskrit.
Da både dansk og sanskrit tilhører den indoeuropæiske sprogfamilie, kan man godt finde en del ligheder. "Viden" hedder på sanskrit veda, "bærer" hedder bharati, "æder" heder atti, "navn" hedder naman, "søn" er "sunu", "moder" er "matr" og "datter" er "duhitr".

## Historie

### Klassisk sanskrit
Klassisk sanskrit opstår omkring 500 f. Kr. og er kodificeret i Paninis klassiske grammatik Aṣṭādhyāyī. Den tidligste litteratur er brahmanlitteraturen, bl.a. Upanishaderne.
På dette tidspunkt er det folkelige sprog middelindiske dialekter, under ét kaldet prākrit (de sydlige buddhisters hellige sprog pāli er ligeledes middelindisk), og middelindisk udvikler sig naturligt til de over hundrede nyindiske dialekter såsom hindi, bengali og gujarati. Klassisk sanskrit er med andre ord opstået som en arkaiserende reaktion imod samtidens talte og skrevne sprog.

### Vedisk
En endnu mere arkaisk form for sanskrit, normalt kaldet vedisk, findes i de vediske hymner i bl.a. Rigveda, Samaveda, Yajuveda og Atharvaveda. De ældste af disse hymner (2.-7. bog af Rigveda) antages at være opstået i Punjab i det 13. århundrede f. Kr., men er blevet overleveret mundtligt i ca. 2000 år, før de blev skrevet ned. Da man imidlertid mente, at en forkert fremførelse af hymnerne kunne føre til det modsatte resultat af det, man beder om, har denne overlevering været forholdsvis stabil.
Sprogvidenskabsfolk vil normalt skelne imellem vedisk og egentligt sanskrit som to forskellige varianter af oldindisk. Vedisk har bevaret en del arkaiske træk i morfologien, der ikke længere var brugbare i klassisk sanskrit. De zoroastriske iranere har et tilsvarende og nærtbeslægtet helligt sprog, avestisk.

### Sanskritsprogets ælde
Hvis man regner vedisk med, er sanskrit det ældste indoeuropæiske sprog, der stadig bruges aktivt. Da europæerne stiftede bekendtskab med sanskrit og erkendte slægtskabet mellem dette og deres egne sprog, troede de i begyndelsen fejlagtigt, at sanskrit var det oprindelige ursprog, som alle disse sprog nedstammede fra. Sanskrit er måske nok arkaisk, men har dog en række innovationer, som de andre sprog ikke kender. Mest iøjnefaldende er den kendsgerning, at sanskrit, ligesom de andre indoiranske sprog har opgivet den oprindelige indoeuropæiske skelnen mellem vokalerne e, o og a, som de andre indoeuropæiske sprog (græsk, latin og armensk har e, o og a, keltisk, germansk og slavisk har ladet de to sidste falde sammen). At det er den vestlige tilstand er ældst, kan påvises deraf, at sanskrit har palatalisering af k foran et oprindeligt *e, men ikke foran *a og 'o.

## Skrift

### Konsonanter
Sanskrit skrives – ligesom bl.a. hindi – med en række forskellige alfabeter rundt omkring i Indien, men mest udbredt er nok skriftsystemet devanagari, der er udviklet særligt til at betegne de indiske sprogs lydsystem. Det er egentlig en stavelsesskrift baseret på konsonanttegn, der i udgangspunktet betegner den pågældende konsonant + vokalen a.
Aspirater er klusiler med et efterfølgende pust ligesom dansk p, t, k. Bemærkelsesværdigt er det, at indisk også har stemte aspirater.
Retroflekse (eller cerebrale) konsonanter dannes næsten som dentalerne, men med tungen ikke imod tandryggen, men længere oppe i munden (som norsk eller svensk t efter r, fx i "klart").
Palatalerne udtales omtrent som engelsk ch, j. Usædvanligt er det, at de også findes i en aspireret udgave.
ṣ svarer til dansk sj (i f.eks. sjælden), ś til engelsk sh, tysk sch.
ñ svarer til spansk ñ, fransk gn, ṅ til dansk nj
Sanskrit h er i modsætning til det danske h stemt; ḥ er en variant af s i udlyd.

### Vokaler
Ud over disse konsonanttegn er der dels en række vokaltegn, der bruges, når vokalen står alene (i begyndelsen af et rod eller efter en anden vokal), og dels en række, der bruges i forbindelse med konsonanter, når stavelsens vokalen ikke er a.
Sanskrit har de vokaliske (stavelsesdannende) likvider ṛ, ṝ, ḷ. I moderne sanskrit – og dermed også i de vestlige sprogs gengivelse af sanskritord og – navne, udtales de som den pågældende likvid + i, f.eks. kṛṣṇa = Krishna.
Bemærk, at tegnet इ = i skrives foran konsonanttegnet, f.eks. इचद = cid; det lange ी skrives derimod efter konsonanten.
I de tilfælde, hvor en konsonant ikke efterfølges af en vokal – og de er meget hyppigere i sanskrit end på hindi – skrives konsonanten sammen med den eller de følgende konsonanter. Der opstår herved et par hundrede mere eller mindre gennemskuelige ligaturer, der må læres udenad, hvis man skal kunne læse og skrive sanskrit.